# Rečica (Žitorađa)
Rečica (em cirílico: Речица) é uma vila da Sérvia localizada no município de Žitorađa, pertencente ao distrito de Toplica, na região de Toplica. A sua população era de 799 habitantes segundo o censo de 2011.

## Demografia
| 1948 | 1953 | 1961 | 1971 | 1981 | 1991 | 2002 | 2011 |
| ---- | ---- | ---- | ---- | ---- | ---- | ---- | ---- |
| 666  | 914  | 916  | 847  | 910  | 824  | 773  | 799  |